# Fredrik Kinmansson
Fredrik Gustaf Kinmansson född 27 maj 1787 i Stockholm, död 2 maj 1852 i Norrtälje, var en svensk skådespelare och operasångare (bas).
Kinmansson var son till privatläraren Gustaf Adolph Kinmansson. Han började sin teaterbana som balettelev vid Kungliga Teatern men överflyttades 1806 till sångskolan. Han tillhörde hela sin verksamhetstid Kungliga teatern, 1812–1845 som skådespelare och sångare. Han gick i pension 1845.
Han uppges ha haft en mjuk och fyllig basröst. Bland hans sångpartier nämns Greve Almaviva i Figaros bröllop, Sarastro i Trollflöjten, Mikeli i Vattendragaren, Gottfrid i Det befriade Jerusalem och Bartholo i Barberaren i Sevilla. Kinmansson användes även flitigt i Kungliga teaterns talscensrepertoar, bland hans roller märks kungen i Hamlet, titelrollen i Leopolds Oden, Dogen i Schillers Fiesco och Axel Oxenstierna i Kellgrens Drottning Kristina.
Kinmansson gifte sig 1811 med Sofia Eleonora Dahlberg. Han var bror till Lars Kinmansson, också han skådespelare och operasångare och farbror till skådespelaren Gustaf Kinmansson.

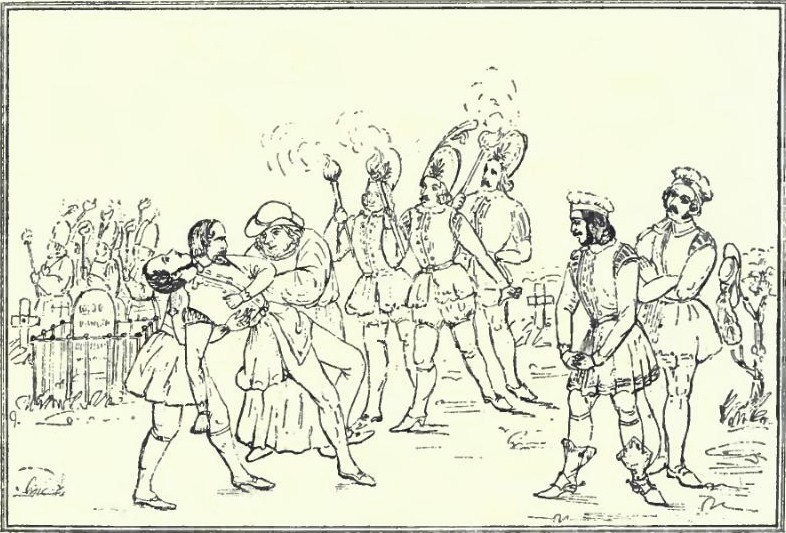
Scen ur fjärde akten av Gaetano Donizettis Lucia di Lammermoor. Teckning av John Arsenius. Från vänster: Pehr Adolf Wennbom, Julius Günther, Fredrik Kinmansson, Giovanni Belletti och Fredrik Habicht.